# Photonectes gracilis
Photonectes gracilis és una espècie de peix de la família dels estòmids i de l'ordre dels estomiformes.

## Morfologia
- Els mascles poden assolir 20,8 cm de longitud total.[3][4]

## Hàbitat
És un peix marí i d'aigües profundes que viu fins als 850 m de fondària.

## Distribució geogràfica
Es troba a Austràlia (Austràlia Occidental i Queensland), Martinica i Surinam.